# José Antonio Hueso Hueso
Jose Antonio Hueso fue alcalde de Trujillo de 1979 a 1983. Fue el primer alcalde elegido democráticamente durante el reinado de Juan Carlos I. 

## Cargos desempeñados
- Alcalde de Trujillo (1979-1983)